# Erik Wolff
Erik Wolff, född 4 mars 1891 i Göteborg, död 27 september 1971 i Stockholm, var en svensk läkare och rättskemist.
Erik Wolff var son till vice häradshövdingen Emil Wolff och Agnes Levy samt brorson till Ludvig Wolff. Efter studentexamen i Stockholm 1909 studerade han vid Karolinska Institutet och blev där medicine kandidat 1912 och medicine licentiat 1917. 1920 blev Wolff medicine doktor vid Lunds universitet. Efter förordnanden vid olika sjukhus blev han vid Statens rättskemiska laboratorium tillförordnad assistent 1921 samt professor och föreståndare 1925. 1923–1936 var han även praktiserande läkare i Stockholm. Bland hans tryckta skrifter märks sådana om blodgrupper och blodgruppsbestämning, om koloxidbestämning i blod - där Wolff utarbetade en ny och känslig metod -, om förgiftningar med mera samt ett populärvetenskapligt arbete om hjärtats och blodkärlens sjukdomar (1924).